# AMOLED

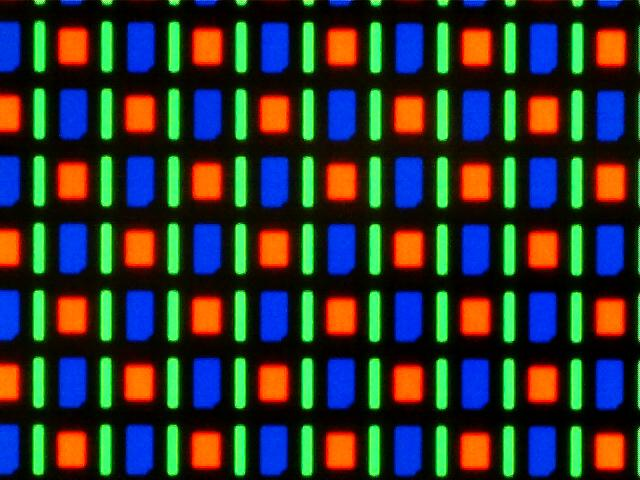
Imagen magnificada de una pantalla AMOLED

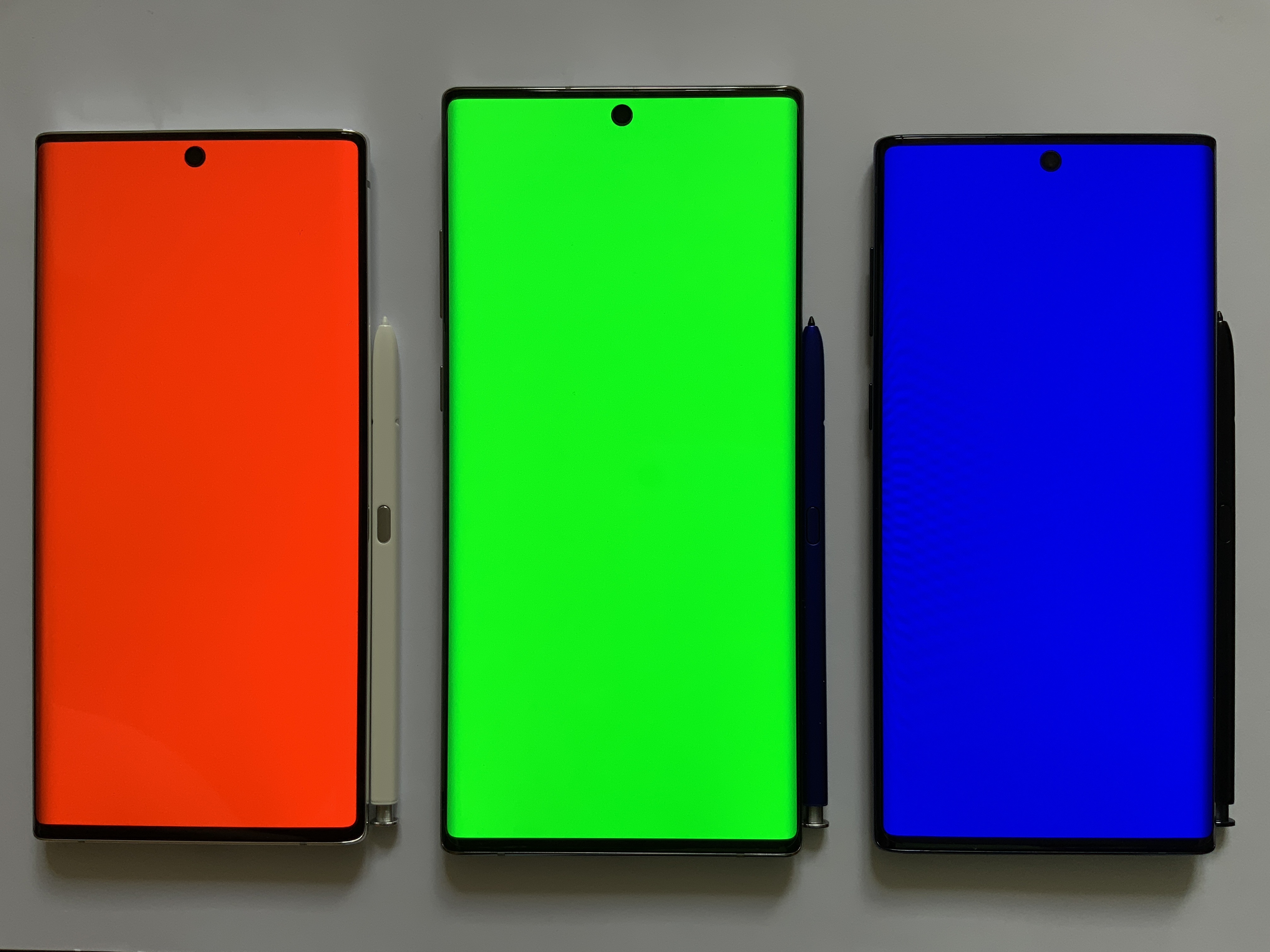
Tecnología Dynamic AMOLED utilizada en el dispositivo Samsung Galaxy Note 10

AMOLED (del acrónimo inglés AMOLED, active-matrix organic light-emitting diode; matriz activa de diodos orgánicos emisores de luz), es una marca registrada de Samsung y es una de las muchas tecnologías que existen para la fabricación de pantallas OLED. Tiene una importancia al alza debido a su utilización en dispositivos móviles, como los teléfonos móviles.

## Visión general
AMOLED permite dirigirnos a un píxel concreto. El progreso que permite esta tecnología, se refleja en modelos superiores, más baratos y que consumen menos energía, por ejemplo, televisores.

### Explicación técnica
Un dispositivo AMOLED consiste en un conjunto de píxeles OLED que se depositan o integran en una serie de transistores de película fina (TFT) para formar una matriz de píxeles, que se iluminan cuando han sido activados eléctricamente, controlados por los interruptores que regulan el flujo de corriente que se dirige a cada uno de los píxeles. El TFT continuamente regula la corriente que fluye por cada uno de los píxeles, para así caracterizar el píxel con el nivel de brillo que mostrará.
Generalmente esa corriente se controla mediante dos TFT por píxel, uno para empezar y parar de cargar el condensador, y el otro para proveer el nivel necesario de tensión al píxel para así crear una corriente de valor constante y poder evitar los picos de alta corriente que requiere un OLED pasivo para las operaciones en la matriz de píxeles.
Las pantallas de AMOLED se caracterizan en cuatro capas para el control de la imagen que muestra:
- Capa del ánodo
- Capa intermedia orgánica
- Capa del cátodo

Representación de cómo se construye una pantalla AMOLED

- Capa que contiene toda la circuitería

#### Elemento de matriz activa
La tecnología TFT backplane del TFT es un elemento crucial para la fabricación de dispositivos AMOLED flexibles.
El proceso que se utiliza en los sustratos convencionales en los que se basan los TFT no se pueden utilizar con los sustratos de plástico flexibles necesarios, porque este proceso implicaría el no trabajar a temperaturas bajas, siendo este un límite ineludible.
Para solucionar este problema, hoy en día existen principalmente dos tecnologías de fabricación del backplane del TFT utilizadas en los AMOLED: poly-Silicon (poly-Si) o amorphous-Silicon (a-Si).
Estas tecnologías ofrecen la posibilidad de fabricación de los backplanes de matriz activa a una baja temperatura (<150 °C), insertándolos directamente en el sustrato de plástico flexible posibilitando la producción de pantallas AMOLED flexibles.

### Características

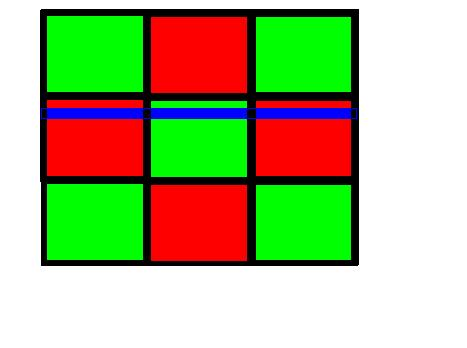
Ejemplo de línea fallida.

Los OLED de matriz activa y los de matriz pasiva tienen las mismas posibilidades para mostrar una frecuencia de cuadro concreta, sin embargo, el AMOLED consume menos potencia de forma significativa.
Los OLED de matriz activa son especialmente útiles para dispositivos electrónicos donde el consumo de energía de la batería puede ser crítico y para pantallas con una diagonal que van desde 2 a 3 pulgadas.
Cuando se fuerza la pantalla doblándola con un ángulo mayor que el ángulo crítico que permite el dispositivo, se provoca una rotura en el sustrato de plástico, rotura que se propagará a través de todo el bus de la línea correspondiente. Esta rotura provoca en la pantalla que la línea o líneas afectadas muestren un parpadeo, falle toda la línea, falle una región entera o incluso el dispositivo entero.

### Ventajas y desventajas de las pantallas AMOLED

#### Ventajas
- Son muy delgadas y muy ligeras
- Un contraste más alto que los LCD/TFT, incluso llegando a sobresaturar colores si no está bien calibrada. Además un pixel negro es un pixel apagado a diferencia de los LCD (siempre está toda la pantalla retroiluminada).
- Reforzados sistemas de protección de las roturas en el dispositivo
- En teoría y bajo condiciones controladas en un laboratorio presentan un consumo bajo de potencia, alta robustez con una calidad de imagen superior y un bajo coste en comparación con las actuales pantallas LCD.
- Su robustez característica confiere a este dispositivo una enorme flexibilidad y posibilidad de incluso “enrollarlo”, aun estando activo, que se traduce en facilidad para su transporte o almacenamiento.

#### Desventajas
- Consumo energético: Bajo ciertas condiciones de uso regular pueden presentar un consumo energético igual o superior al de las pantallas LCD led más modernas.

- Alto precio actual: Esto no es ninguna contradicción. Que algo sea barato de producir no quiere decir que su precio sea bajo de momento. Este abaratamiento se basa en los costes de producción, y realmente se notará cuando las tecnologías basadas en OLED adquieran mayor difusión y venta. Es algo que pasa con todas las tecnologías que precisan de un gran desarrollo e investigación (ha pasado exactamente lo mismo con las pantallas TFT, con los módulos de memoria, con los microprocesadores). Solo hay que recordar que no hace mucho (apenas unos años), los monitores TFT tenían un coste superior a los 600 euros (para un tamaño de 14), mientras que actualmente podemos encontrar monitores TFT de 19 por poco más de 120 euros.

- Sensibilidad al agua: El agua puede estropear permanentemente un OLED, lo que hace que este tipo de tecnología requiera unos sistemas especiales de protección.

- Degradación y periodos cortos de vida: El periodo de vida de las capas OLED es bastante menor que el de LCD. Además, no es igual para todos los colores. Para el rojo y el verde la duración es bastante alta, pero para el azul es bastante más corta. En general se estima una duración aproximada (dependiendo de la tecnología empleada) de 14 000 horas, frente a las 60 000 estimadas para LCD. Por lo apuntado en el punto anterior, esta degradación es mayor en ambientes con un alto grado de humedad.

En este tema se trabaja con soluciones que, reduciendo el brillo, mantienen la misma calidad de imagen y aumentan considerablemente su duración, superando incluso por un amplio margen a las pantallas LCD.
En pruebas experimentales se han conseguido tiempos para OLEDS verdes de más de 198 000 horas y de más de 62 000 para los azules.
- Alto impacto medioambiental: Esto puede suponer un gran problema para el futuro, ya que los componentes orgánicos (tanto las moléculas como los polímeros) son muy difíciles de reciclar, precisándose para ello unas técnicas bastante complejas y con un alto costo.

## Variaciones

### Super AMOLED
Recientemente se han presentado una variación de estas pantallas, denominadas HD Super AMOLED, que incluyen una pantalla de 1280x800 píxeles, y una densidad de 285 puntos por pulgada. El primer dispositivo en portar estas pantallas fue el Samsung Galaxy Note.